# Elicopter la pământ!
Elicopter la pământ! sau Operațiunea Mogadishu (în engleză Black Hawk Down) este un film american de război din 2001 regizat de Ridley Scott. Rolurile principale au fost interpretate de actorii Josh Hartnett, Ewan McGregor și Eric Bana.

## Distribuție
Regimentul 75 Ranger
- Josh Hartnett – SSG Matt Eversmann
- Ewan McGregor – SPC John "Grimesey" Grimes (bazat pe SPC John Stebbins)
- Tom Sizemore – LTC Danny McKnight
- Ewen Bremner – SPC Shawn Nelson
- Gabriel Casseus – SPC Mike Kurth
- Hugh Dancy – SFC Kurt "Doc" Schmid
- Ioan Gruffudd – LT John Beales
- Tom Guiry – SGT Ed Yurek
- Charlie Hofheimer – CPL Jamie Smith
- Danny Hoch – SGT Dominick Pilla
- Jason Isaacs – CPT Mike Steele
- Brendan Sexton III – PVT Richard "Alphabet" Kowalewski
- Brian Van Holt – SSG Jeff Struecker
- Ian Virgo – PFC John Waddell
- Tom Hardy – SPC Lance Twombly
- Gregory Sporleder – SGT Scott Galentine
- Carmine Giovinazzo – SGT Mike Goodale
- Chris Beetem – SGT Casey Joyce
- Tac Fitzgerald – SPC Brad Thomas
- Matthew Marsden – SPC Dale Sizemore
- Orlando Bloom – PFC Todd Blackburn
- Enrique Murciano – SGT Lorenzo Ruiz
- Michael Roof – PVT John Maddox
- Kent Linville – PFC Clay Othic
- Norman Campbell Rees – LT Tom DiTomasso
- Corey Johnson – medic al armatei americane pe stadionul din Pakistan

Delta Force
- Sam Shepard – MG William F. Garrison
- Eric Bana – SFC Norm "Hoot" Gibson (bazat pe SFC John Macejunas, SFC Norm Hooten, USMC Cpl Thanh Nguyen, and SFC Matthew Rierson)
- William Fichtner – SFC Jeff Sanderson (bazat pe SFC Paul R. Howe)
- Kim Coates – MSG Chris Wex (bazat pe MSG Tim "Griz" Martin)
- Steven Ford – LTC Joe Cribbs (bazat pe LTC Lee Van Arsdale)
- Željko Ivanek – LTC Gary L. Harrell
- Johnny Strong – SFC Randy Shughart
- Nikolaj Coster-Waldau – MSG Gary Gordon
- Richard Tyson – SSG Daniel Busch

160th SOAR (Night Stalkers)
- Ron Eldard – CW4 Michael Durant, pilot of Super 64
- Glenn Morshower – COL Thomas Matthews, commander of 1st Battalion, 160th SOAR
- Jeremy Piven – CW4 Clifton Wolcott, pilot of Super 61
- Boyd Kestner – CW3 Mike Goffena, pilot of Super 62
- Pavel Vokoun – CW3 Bull Briley, co-pilot of Super 61
- Jason Hildebrandt – CW3 Dan Jollota, pilot of Super 68
- Keith Jones – himself, co-pilot of Star 41

Diverse roluri
- George Harris – Osman Atto
- Razaaq Adoti – Yousuf Dahir Mo'alim, comandantul principal al miliției lui Aidid din film
- Treva Etienne – Firimbi, ministrul propagandei pentru Aidid și îngrijitorul lui Durant
- Ty Burrell – United States Air Force Pararescue TSgt Timothy A. Wilkinson
- Dan Woods – United States Air Force Pararescue MSG Scott C. Fales
- Giannina Facio – Stephanie Shughart